# 大林森次郎

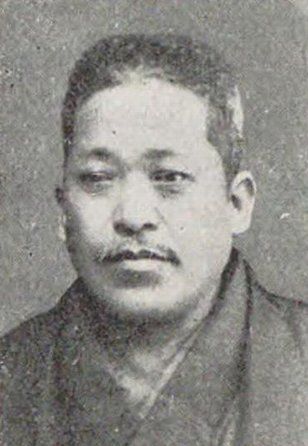
大林森次郎

大林 森次郎（おおばやし もりじろう、慶応3年8月1日（1867年8月29日） – 昭和5年（1930年）1月4日）は、衆議院議員（立憲政友会）、医師。

## 経歴
讃岐国綾歌郡富熊村（現在の香川県丸亀市）の松井家に生まれ、大林三斎の養子となった。第三高等中学校医学部を卒業し、医師となった。香川県医師会副会長、香川県医師会会長、綾歌郡医師会会長を歴任した。
また郡会議員、郡参事会員、県会議員、県参事会員に選出された。
1917年（大正6年）、第13回衆議院議員総選挙に出馬し、当選。第14回衆議院議員総選挙でも再選された。